# 棕色愛爾

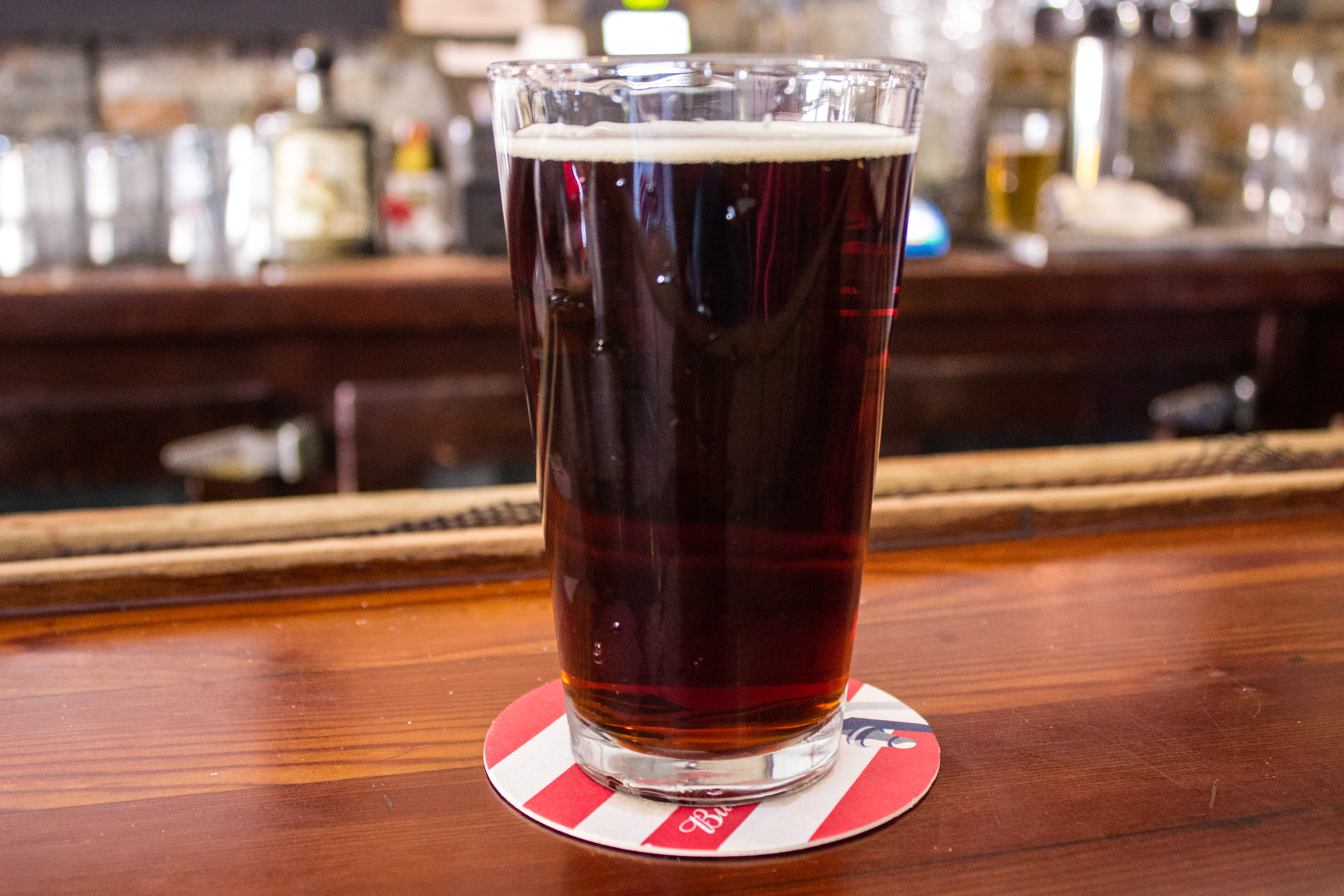
一杯棕色爱尔酒

棕色愛爾（Brown ale）是啤酒的一種，呈深琥珀色或棕色。這一改變首次出現於17世紀後期，由倫敦的釀酒廠提出。但當時的定義和現在不同，意為較柔和的啤酒。18世紀時，棕色愛爾有100%的棕色麥芽釀造。現在棕色愛爾主要盛行在英格蘭、比利時、美國等地。